# Ayatollah
Āyatollāh, raramente adattato in italiano in aiatollà, (in arabo آية الله‎?, āyat Allāh; in persiano آيت‌ الله‎) è un titolo di grado elevato che viene concesso agli esponenti più importanti del clero sciita, talvolta al più autorevole, e ai mujahidin, la casta dei dotti musulmani.
Già impiegato e attestato sporadicamente prima degli anni 30 del '900, il titolo a partire dal secondo dopoguerra è divenuto d'uso più frequente per poi affermarsi negli ultimi decenni del XX secolo, assumendo anche una connotazione politica che prima era attenuata.

## Il concetto
Il termine significa segni di Allah o segni di Dio (āyāt, segni, plurale di aya, segno; e Allah) e coloro che hanno questo titolo sono esperti in studi islamici come la giurisprudenza, l'etica, la filosofia ed il misticismo. Solitamente essi insegnano in scuole islamiche (ḥawza). Al di sotto del grado di ayatollah vi è il grado di hojjatoleslam (ḥojjatoleslām, prova o autorità dell'Islam).
Nel sistema clericale sciita, l'ayatollah è già, in un certo senso, in modo ineffabile "guidato" dall'Imām nascosto. Il titolo di āyatollāh si può ottenere soltanto dopo un considerevole numero di anni di studio in una hawza, sotto la costante guida di un dotto e solo grazie al consenso degli altri āyatollāh, quale riconoscimento delle sue autorità di guida spirituale e del suo sapere.

## Il titolo diGrandi āyatollāh
Soltanto pochi dei più importanti āyatollāh vengono riconosciuti come Grandi āyatollāh (āyatollāh al-ʿuzmā, "grande segno di Allah" o "grande segno di Dio"), o marja' al-taqlīd  ("fonte di emulazione"). Solitamente ciò avviene quando i seguaci di un āyatollāh fanno riferimento a lui in moltissimi casi e quindi gli chiedono di pubblicare un testo giuridico-religioso che possa fungere da codice di comportamento per i casi più comuni della vita di un musulmano. Questo testo è detto Risālat ʿIlmiyya e solitamente è una riscrittura della al-Urwa al-Wuthqa in cui l'ayatollah fornisce la propria interpretazione delle più autentiche fonti religiose islamiche alla luce delle condizioni presenti.
In Iraq c'è solitamente un Grande āyatollāh che è a capo delle Hawza di Najaf, che è attualmente il grande āyatollāh ʿAlī al-Sīstānī, che si avvale della collaborazione di altri religiosi quali Muḥammad Saʿīd al-Ḥakīm, Muḥammad Isḥāq al-Fayyād e Muḥammad Taqī al-Modarresī. In Libano c'è solitamente un Grande āyatollāh. Fino al 4 luglio 2010 è stato Muhammad Husayn Fadlallah. Più numerosi sono i Grandi āyatollāh che vivono in Iran (specie nella città santa di Qom). In Iran vi sono 85 āyatollāh e 40 Grandi āyatollāh.
Fra i più noti vi sono ʿAlī Khameneʾī (che in Iran riveste il potente ruolo di guida suprema della rivoluzione islamica), ʿAlī Montaẓerī, Jawād Tabrīzī, Kāẓem al-Ḥāʾerī, Moḥammed Fāżel Lankaranī, Moḥammed Ḥoseyn Faḍlullāh e Ṣādiq Ḥoseyni Shīrāzī. Tuttavia, l'āyatollāh più noto in Occidente è sicuramente Ruhollah Khomeyni, che fu il principale leader della Rivoluzione iraniana del 1979 e che ispirò la repubblica islamica che ne uscì, diventandone la guida suprema fino alla sua morte (1989).